# Anja Kluge
Anja Kluge (n. 9 noiembrie 1964, Berlin, RDG) este o canotoare ce a reprezentat Germania, medaliată olimpică. A participat la o ediție a Jocurilor Olimpice (1988) în care a câștigat o medalie de aur.

## Participări
Lista de mai jos prezintă principalele competiții la care a participat Anja Kluge de-a lungul carierei.
- rowing at the 1988 Summer Olympics – women's eight[*][3]